# Mitch Evans
Mitchell Evans, dit Mitch Evans, né le 24 juin 1994 à Auckland, est un pilote automobile néo-zélandais, champion de GP3 Series en 2012. Depuis 2016, il est titulaire en Formule E avec l'écurie Jaguar Racing.

## Biographie

### Premiers pas en monoplace en Nouvelle-Zélande (2007-2009)
Après avoir fait ses gammes en karting, Mitch Evans accède à la monoplace à 13 ans seulement, dans une petite série néo-zélandaise appelée Formula First Manfeild Winter Series. Il y dispute trois courses en 2007, puis continue sa progression en NZ Formula First Championship, catégorie similaire à la première. La saison s'étend sur les années 2007 et 2008 et Mitch décroche la 9e place finale, avec notamment un meilleur tour en course. Il poursuit en 2008 avec la même écurie, Sabre, et décroche le titre grâce à ses sept victoires en douze courses.
Durant l'intersaison 2008-2009, il prend part au championnat de Nouvelle-Zélande de Formule Ford, série dans laquelle sont notamment passés Scott Dixon et Jonny Reid. Il termine vice-champion avec six succès en vingt-et-une courses.

### Carrière en Australie (2009-2011)

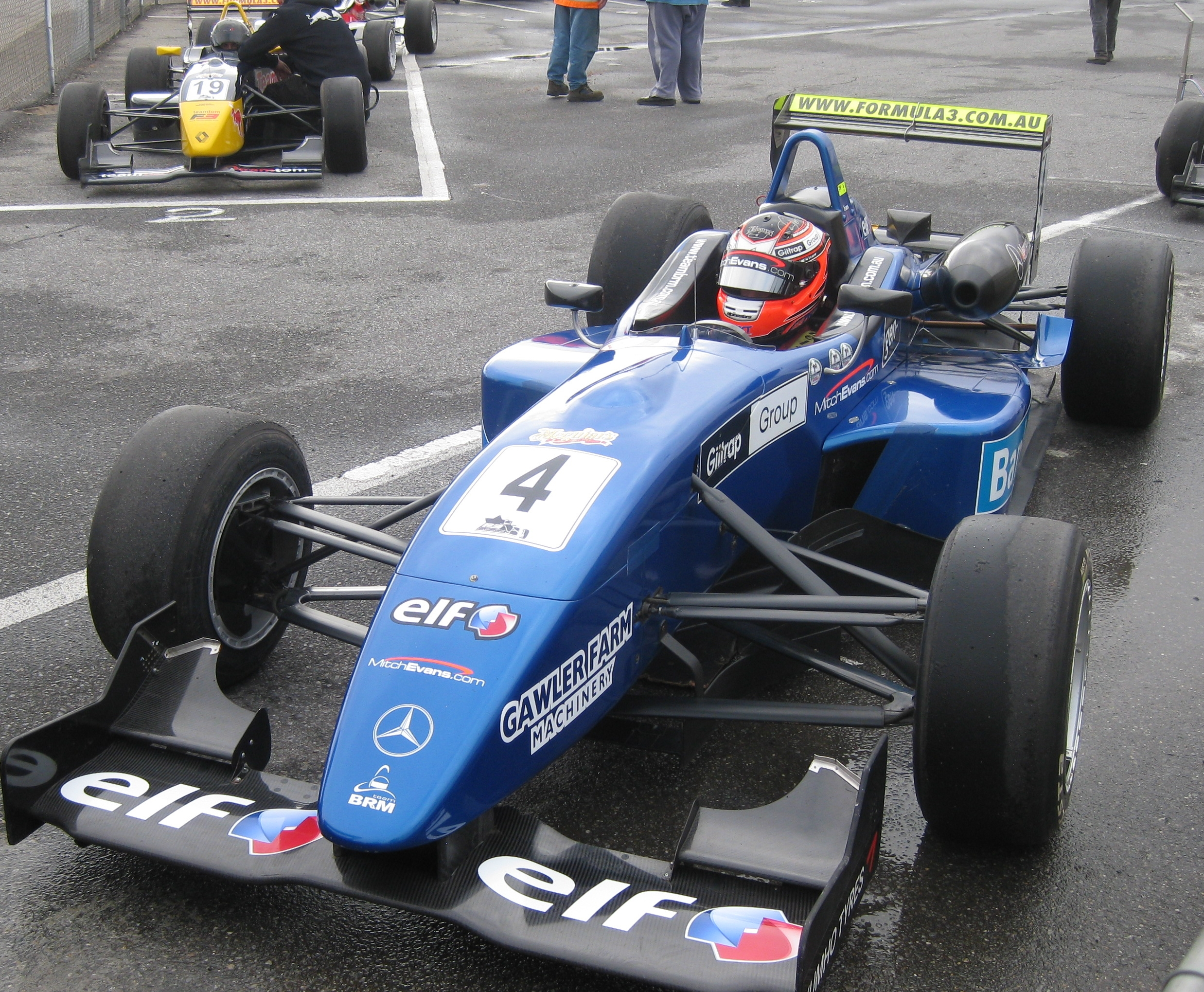
Mitch Evans en 2010 au Championnat d'Australie des pilotes.

Toujours en 2009, Mitch Evans se dirige vers l'île voisine et poursuit sa carrière en Australie. Il y dispute sa première saison dans le championnat d'Australie de Formule Ford et s'adjuge la 2e place finale avec six victoires. Fin novembre, il roule également sur le circuit de Sandown dans le cadre du Championnat d'Australie des pilotes. Il termine 4e de la course 1, puis remporte la course 2, terminant ainsi 5e du championnat malgré ces deux seules apparitions.
Entre janvier et mars 2010, il participe aux Toyota Racing Series. Après une longue lutte avec Earl Bamber, Mitch Evans est sacré champion pour trois points. Il repart du côté de l'Australie pour poursuivre dans le championnat d'Australie des pilotes. Avec plusieurs victoires, il termine 2e du championnat, seulement un point de retard sur le champion.
Comme l'année précédente, Mitch Evans commence 2011 par les Toyota Racing Series. Il est cette fois sacré champion.

### Débuts en Europe, sacre en GP3 Series (2011-2012)
Devenu le protégé de Mark Webber, Mitch Evans arrive en Europe en 2011 en GP3 Series, au sein de l'écurie MW Arden. Il remporte sa première course dès le deuxième week-end de l'année, à Barcelone, après s'être élancé en pole position. Après plusieurs bons résultats, il connaît une longue période de disette où il ne termine qu'une fois dans les points en dix courses, malgré une deuxième pole sur le Nürburgring. Il termine 9e du championnat avec 29 points, juste derrière son équipier Lewis Williamson mais loin devant son autre équipier Simon Trummer.
En fin d'année, il remplace Valtteri Bottas dans le Championnat de Grande-Bretagne de Formule 3. Grâce à une 4e place obtenue lors de la course 3 de Silverstone, il marque dix points et se classe 20e.
En 2012, il poursuit en GP3 Series, toujours avec la même écurie. Il s'impose de nouveau en Espagne, puis réalise un hat trick à Valence. Il remporte une dernière course à Hockenheim, puis obtient deux autres podiums sur le Hungaroring et à Spa. Facile leader du championnat, il frôle néanmoins la correctionnelle en toute fin de saison où il ne marque aucun point en trois courses. Son concurrent Daniel Abt remporte la course principale de la dernière manche de Monza, et termine second de la course sprint, bloqué derrière Tio Ellinas. Evans, seulement 20e de la course sprint, décroche le titre avec deux points d'avance sur Abt.

### Espoir déçu en GP2 Series (2013-2016)
Après un autre passage en Toyota Racing Series (trois courses, deux victoires), Mitch Evans passe à l'échelon supérieur en 2013 en arrivant en GP2, toujours avec Arden International. Sa saison d'adaptation est assez bonne puisqu'il termine à la 14e place finale, avec trois podiums et une seconde place comme meilleur résultat lors de la course sprint du Hungaroring. Il termine même devant son expérimenté coéquipier vénézuélien Johnny Cecotto Jr., 16e du classement général. 

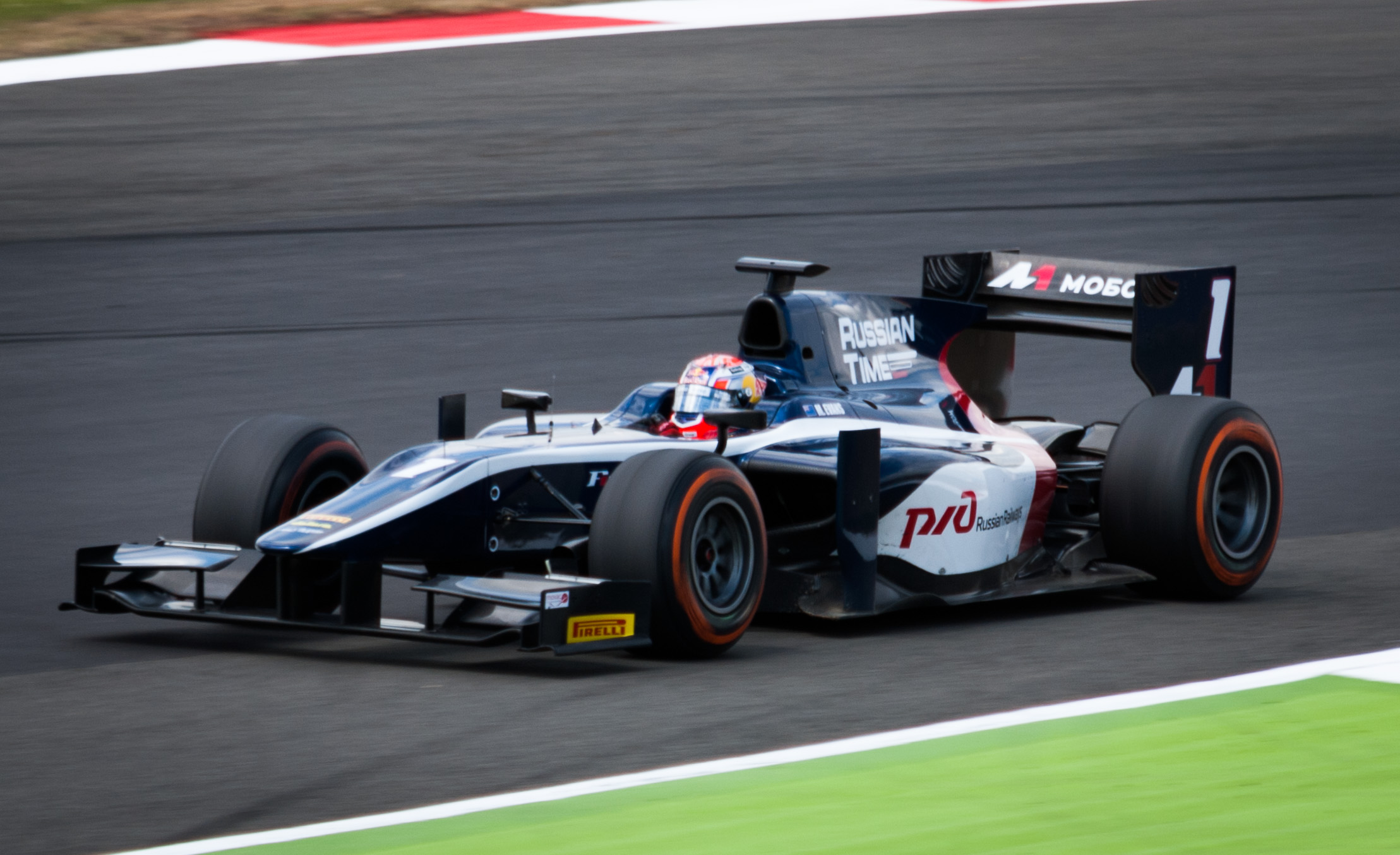
Mitch Evans en 2014 à Silverstone.

En 2014, Russian Time engage Mitch Evans, qui hérite alors du numéro 1 laissé libre par le champion sortant Fabio Leimer. Il réalise une bonne saison, montant notamment pour la deuxième fois de sa carrière sur le podium lors de la course longue à Monaco. Il inscrit des points très régulièrement et gagne ses deux premières courses à Silverstone et à Hockenheim. Il domine largement son équipier Artem Markelov (6 points pour le Russe contre 174 pour le Néo-zélandais) et achève sa saison à la 4e place.
Toujours avec l'écurie russe pour la saison 2015, Mitch Evans fait figure de favori pour le titre avec le Belge Stoffel Vandoorne, 2e en 2014. Mais la saison commence mal, Vandoorne survolant le championnat et Evans ne comptant qu'un seul podium après six meetings. Alors qu'on lui découvre une mononucléose, il retrouve un meilleur niveau en enchaînant de bonnes performances en fin de saison, avec deux victoires à Monza et à Bahreïn. Il achève cette saison à la 5e place.
En 2016, Mitch Evans déclare vouloir rejoindre le DTM ou l'Endurance, mais rempile finalement dans l'antichambre de la Formule 1 pour une quatrième saison avec Campos. Il obtient ses premiers points à Monaco et à Bakou. Dans une course marquée par un drapeau rouge, il obtient sa première victoire de la saison sur le Red Bull Ring. Il connaît une fin de saison difficile puisqu'il n'inscrit que treize points sur les dix dernières courses. Il chute à la 12e place au classement général.

### Passage par l'endurance (2015-2016)
Les 13 et 14 juin 2015, Mitch Evans participe aux 24 heures du Mans avec Jota Sport, dans la catégorie LMP2. Il se classe 2e pour sa première participation avec ses équipiers Simon Dolan et Oliver Turvey, à bord de la Gibson 015S numéro 38.
En 2016, il court en European Le Mans Series avec SMP Racing. Avec ses équipiers Sean Gelael et Antonio Giovinazzi, il participe à la première manche du championnat à Silverstone et termine 5e.

### La Formule E avec Jaguar Racing depuis 2016, premiers succès à partir de 2020
Pendant l'été 2016, Mitch Evans participe aux tests de pré-saison de Formule E avec la nouvelle écurie Jaguar Racing. Le 8 septembre, Jaguar présente sa livrée et officialise Mitch Evans en tant que pilote titualire aux côtés d'Adam Carroll. Il doit attendre la quatrième course de la saison pour inscrire ses premiers points au ePrix de Mexico, où il finit 4e malgré un accrochage dans les derniers tours. Il inscrit un total de vingt-deux points et se classe 14e du championnat.

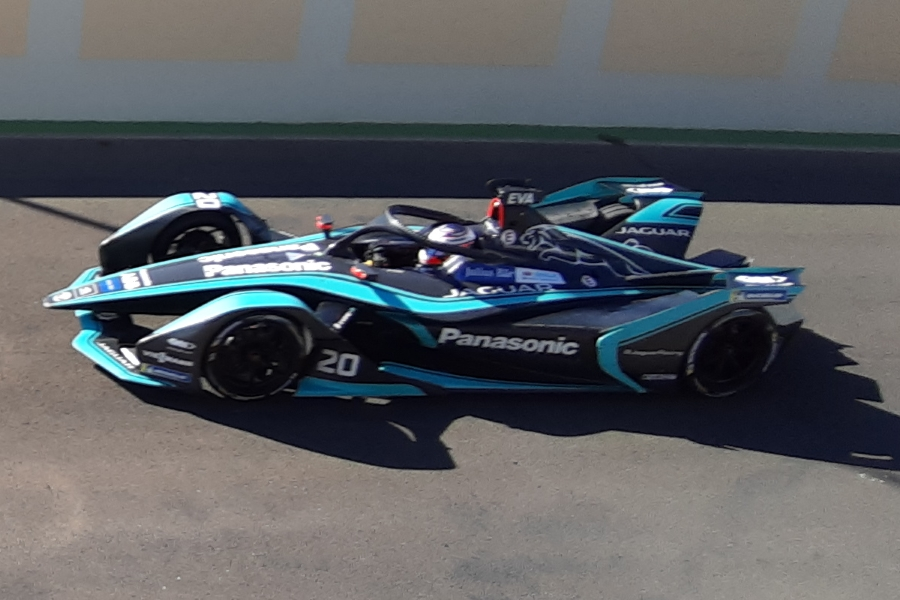
Mitch Evans au ePrix de Marrakech 2019.

Le kiwi continue avec Jaguar pour la saison 4 et son nouvel équipier est Nelson Angelo Piquet. Il commence sa saison en montant sur son premier podium à Hong Kong, puis obtient sa première pole position lors du ePrix de Zurich. Mitch Evans termine 7e du championnat avec 68 points, tandis que Nelsinho Piquet inscrit 51 unités.
Toujours pilote Jaguar, Mitch Evans commence la saison 2018-2019 par une quatrième place à Riyad. Sa première partie de saison est marquée par une grosse régularité, puisqu'il rentre six fois dans les points lors des six premières courses. Lors de la septième course, à Rome, sur une piste séchante, il obtient sa première victoire en Formule E face à André Lotterer. Il termine également 2e à Berne, ainsi qu'à New York, et se classe 5e du championnat.
En 2020, Mitch Evans signe la pole position à Santiago puis remporte le ePrix de Mexico, ce qui lui permet de mener le championnat après quatre courses. Finalement, il achève la saison à la 7e place.
En 2021, pour sa 5e saison en Formule E, il termine 4e du championnat avec 90 points et 5 podiums pour aucune victoire.
En 2022, il reste chez Jaguar Racing aux côtés de Sam Bird comme en 2021.

## Carrière

### Résultats en monoplace
| Saison    | Championnat                                     | Écurie                      | Courses | Victoires | Pole positions | Meilleurs tours | Podiums | Points | Classement |
| --------- | ----------------------------------------------- | --------------------------- | ------- | --------- | -------------- | --------------- | ------- | ------ | ---------- |
| 2007      | Formula First Manfeild Winter Series            |                             | 3       | 0         | 0              | 0               | 0       | 105    | 18e        |
| 2007–2008 | NZ Formula First Championship                   | Sabre                       | 18      | 0         | 0              | 1               | 0       | 707    | 9e         |
| 2008      | Formula Ford Manfeild Winter Series             | Sabre                       | 12      | 7         | 2              | 9               | 10      | 813    | Champion   |
| 2008–2009 | Championnat de Nouvelle-Zélande de Formule Ford |                             | 21      | 6         | 3              | 5               | 13      | 1111   | 2e         |
| 2009      | Championnat d'Australie de Formule Ford         | Sonic Motor Racing Services | 23      | 6         | 3              | 6               | 15      | 297    | 2e         |
| 2010      | Toyota Racing Series                            | Giles Motorsport            | 15      | 3         | 8              | 5               | 10      | 915    | Champion   |
| 2010      | Championnat d'Australie des pilotes             | Team BRM                    | 17      | 8         | 4              | 4               | 16      | 219    | 2e         |
| 2011      | Toyota Racing Series                            | Giles Motorsport            | 15      | 7         | 6              | 5               | 14      | 973    | Champion   |
| 2011      | GP3 Series                                      | MW Arden                    | 16      | 1         | 2              | 0               | 2       | 29     | 9e         |
| 2012      | Toyota Racing Series                            | Giles Motorsport            | 6       | 2         | 4              | 2               | 4       | 284    | 19e        |
| 2012      | GP3 Series                                      | MW Arden                    | 16      | 3         | 4              | 3               | 6       | 151.5  | Champion   |
| 2013      | GP2 Series                                      | Arden International         | 22      | 0         | 0              | 0               | 4       | 56     | 14e        |
| 2014      | GP2 Series                                      | Russian Time                | 22      | 2         | 0              | 1               | 6       | 174    | 4e         |
| 2015      | GP2 Series                                      | Russian Time                | 21      | 2         | 0              | 2               | 7       | 135    | 5e         |
| 2016      | GP2 Series                                      | Campos Racing               | 22      | 1         | 0              | 2               | 1       | 90     | 12e        |

## Résultats en Championnat du monde de Formule E
| Saison    | Ecurie                  | Chasis            | Courses | Victoires | Podiums | Pôle positions | Meilleurs tours | Dans les points | Points | Pos |
| --------- | ----------------------- | ----------------- | ------- | --------- | ------- | -------------- | --------------- | --------------- | ------ | --- |
| 2016-2017 | Panasonic Jaguar Racing | Jaguar I - Type 1 | 12      | 0         | 0       | 0              | 1               | 4               | 22     | 14e |
| 2017-2018 | Panasonic Jaguar Racing | Jaguar I - Type 2 | 12      | 0         | 1       | 1              | 0               | 8               | 68     | 7e  |
| 2018-2019 | Panasonic Jaguar Racing | Jaguar I - Type 3 | 13      | 1         | 3       | 0              | 0               | 10              | 105    | 5e  |
| 2019-2020 | Jaguar Racing           | Jaguar I - Type 4 | 11      | 1         | 2       | 1              | 1               | 7               | 71     | 7e  |
| 2020-2021 | Jaguar Racing           | Jaguar I - Type 5 | 15      | 0         | 5       | 0              | 3               | 8               | 90     | 4e  |
| 2021-2022 | Jaguar TCS Racing       | Jaguar I - Type 5 | 16      | 4         | 7       | 1              | 0               | 12              | 174    | 2e  |
|           |                         |                   | 79      | 6         | 18      | 3              | 4               | 49              | 530    |     |

## Résultats aux 24 Heures du Mans
| Année | Équipe     | no | Châssis     | Moteur                 | Pneus  | Catégorie | Équipiers                 | Tours | Résultat |
| ----- | ---------- | -- | ----------- | ---------------------- | ------ | --------- | ------------------------- | ----- | -------- |
| 2015  | Jota Sport | 38 | Gibson 015S | Nissan VK45DE 4,5 l V8 | Dunlop | LMP2      | Simon Dolan Oliver Turvey | 358   | 10e      |